# Le Déjeuner sur l'herbe (Monet)
Pour les articles homonymes, voir Le Déjeuner sur l'herbe et Le Déjeuner sur l'herbe (homonymie).
Le Déjeuner sur l'herbe est une huile sur toile réalisée en 1865-1866 par Claude Monet, produite en réponse à l'œuvre du même titre peinte en 1863 par Édouard Manet. Découpée et incomplète, deux grands fragments se trouvent maintenant au musée d'Orsay à Paris, tandis qu'un autre tableau, l'étude en plus petit, peint en 1865-1866 également, se trouve au musée Pouchkine à Moscou.

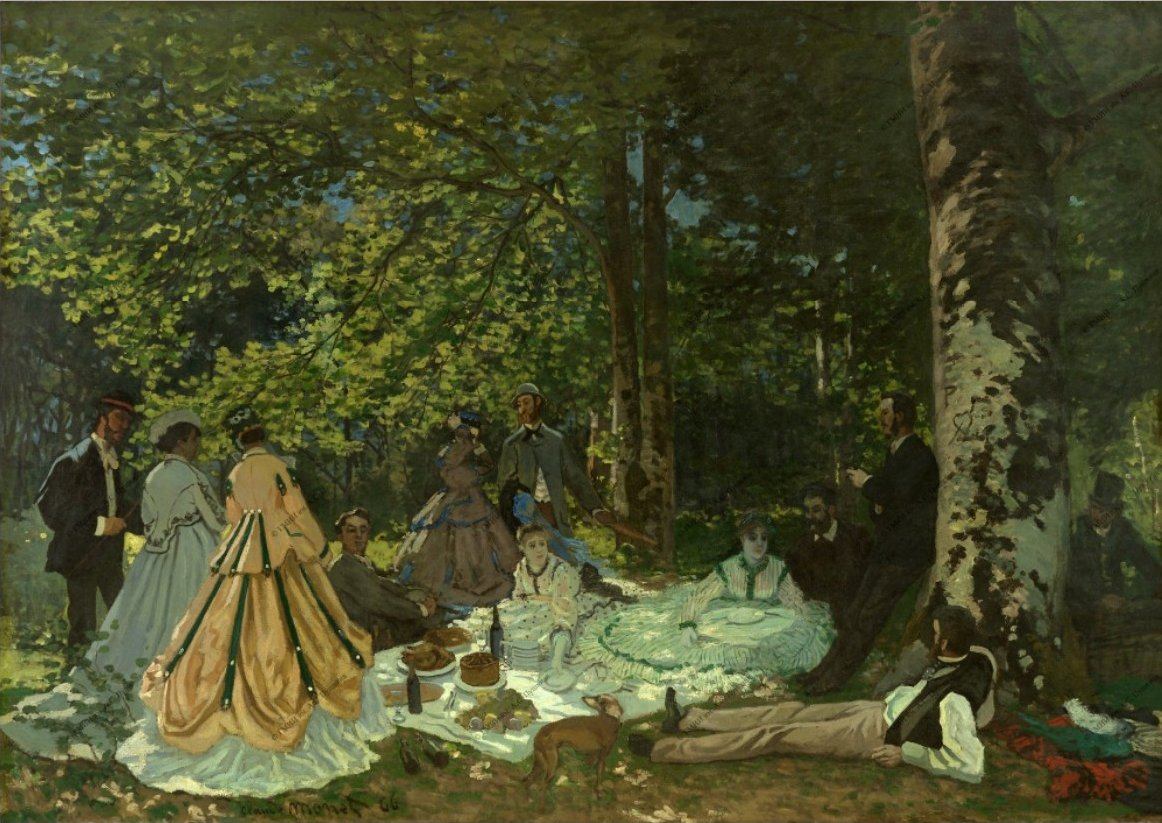
Claude Monet - Le déjeuner sur l’herbe (1865-66),, étude conservée au Musée Pouchkine (Cat. R. W 62)

## Histoire

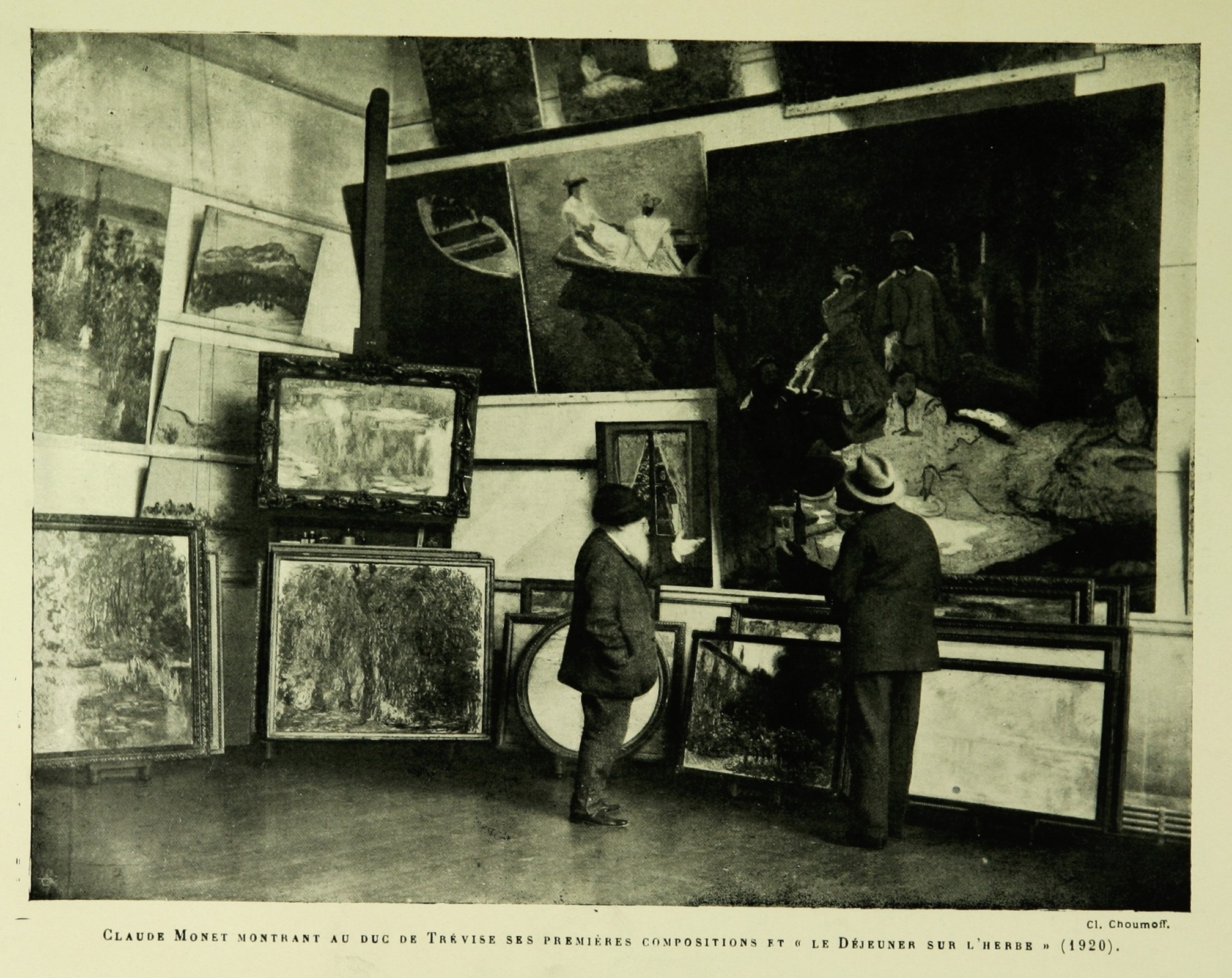
Le Déjeuner sur l'herbe (partie centrale) avant d'être retaillé à droite

Le tableau, laissé en gage par Monet en 1878 puis racheté en 1884, est incomplet, depuis que l'artiste n'en a laissé subsister, par une découpe, que la partie centrale et la partie gauche, le reste étant endommagé par l'humidité. La partie centrale a été retaillée à droite après 1920.

## Description

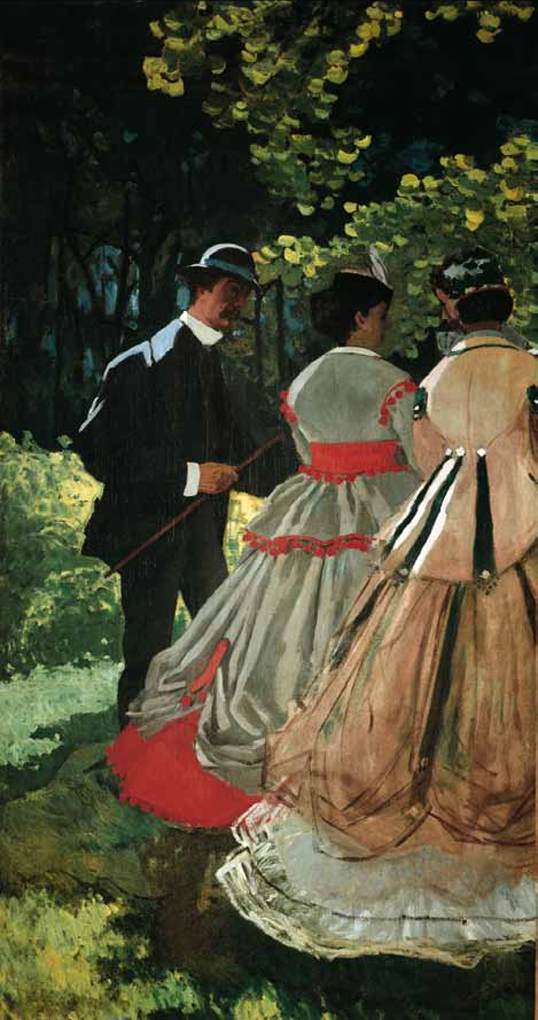
Le Déjeuner sur l'herbe (partie gauche)

Le tableau entier, donc complet, montrait douze personnes[réf. nécessaire]. Dans les deux éléments subsistant, les protagonistes sont vêtus de vêtements à la mode parisienne de l'époque. Ils sont rassemblés près de la clairière d'une forêt, certains debout, d'autres  rassemblés autour d'une nappe blanche posée au sol, où se trouvent mets, fruits, gâteaux et vin.
L'ambiance dans cet espace naturel est principalement créée par le jeu de la lumière et de l'ombre, favorisé par les trouées d'un feuillage au-dessus des personnages.

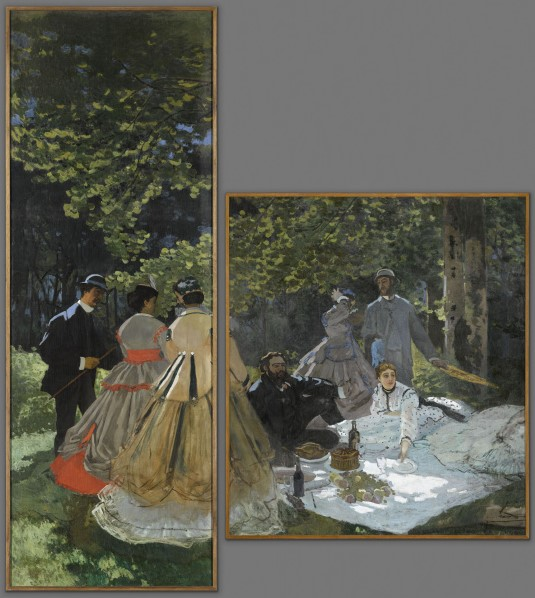
Reconstitution des parties retrouvées du tableau Le Déjeuner sur l'herbe original lors d'une exposition au Grand Palais.

Dans la partie centrale, Monet a représenté l'artiste Gustave Courbet assis à gauche dans la composition, près de Mme Monet, Camille Doncieux, première épouse de l'artiste. Il est accompagné par Frédéric Bazille, debout près d'une femme remettant ses cheveux en place[réf. nécessaire]. On entrevoit les robes longues de deux femmes, à droite et à gauche. Celle de gauche est celle qui est représentée sur l'autre partie.

## Style
Monet utilise des contrastes très marqués pour mettre en valeur les toilettes féminines. Les personnages masculins sont peints en aplats peu lumineux voire très sombres, alors que les robes sont très travaillées. La transparence du corsage de la femme assise est subtilement mise en évidence par une légère teinte rose.
La bouteille et le couteau au premier plan plan jouent un rôle important dans la mise en perspective.
Les formes et les couleurs de la nature morte constituée des mets sur la nappe se complètent harmonieusement.
Sa maîtrise de la représentation des vêtements sera remarquée avec un autre tableau, La Femme à la robe verte, récompensé au Salon de 1866.